# دونوفان ديكمان
دونوفان ديكمان (بالهولندية: Donovan Deekman)‏ (23 يونيو 1988 بأمستردام في هولندا - ) هو لاعب كرة قدم هولندي في مركز الهجوم. لعب مع سبارتا روتردام ونادي لوكيرين ونادي نفط طهران ونادي هيرنفين وكونكورديا كياجنا ونادي تلستار ‏.

## وصلات خارجية
- دونوفان ديكمان على موقع قاعدة بيانات كرة القدم.إي يو (الإنجليزية)
- دونوفان ديكمان على موقع Soccerway.com (الإنجليزية)